# مايكل سفينسون
مايكل سفينسون (بالسويدية: Michael Svensson)‏ (مواليد 25 نوفمبر 1975) هو لاعب كرة قدم. يلعب مع منتخب السويد لكرة القدم. سبق له أن لعب في كأس العالم لكرة القدم مع منتخب بلاده.

## روابط خارجية
- مايكل سفينسون على موقع الاتحاد الدولي (مؤرشف)  (الإنجليزية)
- مايكل سفينسون على موقع قاعدة بيانات كرة القدم.إي يو (الإنجليزية)
- مايكل سفينسون على موقع ناشيونال فوتبول تيمز (الإنجليزية)
- مايكل سفينسون على موقع Soccerbase.com (لاعب) (الإنجليزية)
- مايكل سفينسون على موقع Soccerway.com (الإنجليزية)
- مايكل سفينسون على موقع عالم كرة القدم.نت (الإنجليزية)
- مايكل سفينسون على موقع كووورة